# Coolidge Reservation
Coolidge Reservation (ehem. Millet’s Neck) ist ein 64 Acres (25,9 ha) großes Naturschutzgebiet bei der Stadt Manchester-by-the-Sea im Bundesstaat Massachusetts der Vereinigten Staaten und wird von der Organisation The Trustees of Reservations verwaltet.

## Geschichte
Das ursprünglich als Millet’s Neck bekannte Gebiet wurde 1871 umbenannt, nachdem es von Thomas Jefferson Coolidge für 12.000 US-Dollar (heute ca. 320.000 Dollar) erworben worden war. 1873 errichtete er das erste Landhaus auf dem Grundstück, das er als Sommerresidenz nutzte.
1902 entwarf Charles McKim das zweite Gebäude in Georgianischer Architektur, das 1904 fertiggestellt werden konnte. Obwohl es hauptsächlich aus Ziegelsteinen bestand, wurde es als „Marmorpalast“ bekannt, weil sein Fundament sowie seine vielen Verzierungen aus diesem Material bestanden. Zu den Besuchern dieses Hauses zählten unter anderem der damalige Präsident der Vereinigten Staaten Woodrow Wilson (1918) und der norwegische Kronprinz Olav (1938). Thomas Jefferson Coolidge III. ließ das Gebäude in den 1950er Jahren abreißen und ersetzte es nicht durch einen weiteren Neubau, so dass sich heute an dieser Stelle nur eine offene Fläche befindet.
Die ersten Teilstücke des heutigen Schutzgebiets schenkte die Familie Coolidge den Trustees of Reservations in den Jahren 1990 und 1991, die darauf basierend das Schutzgebiet 1992 auswiesen. Im gleichen Jahr spendete die Essex County Greenbelt Association den Bungalow Hill als weiteren Bestandteil des Schutzgebiets. 1999 folgte das bislang letzte Teilstück.

## Schutzgebiet
Das Schutzgebiet befindet sich auf einer als Coolidge Point bekannten Halbinsel und bietet mit felsigen Aufschlüssen, Waldgebieten, Feuchtgebieten und einem Sandstrand auf einer Fläche von lediglich 26 Hektar eine große landschaftliche Vielfalt, die Heimat für eine Vielzahl unterschiedlicher Tiere und Pflanzen ist. Der Bungalow Hill bildet den höchsten Punkt des Schutzgebiets. In den Wäldern dominieren – wie praktisch überall in Neuengland – Eichen und Kiefern, Wildblumen und Farne und bieten Schutz für unterschiedliche Vögel sowie Fischermarder, Füchse und Kojoten.
Ein Wanderweg führt am Clarke Pond entlang. Diese ehemalige Salzwiese wurde vor etwa einhundert Jahren bei Flut von den Gezeiten abgetrennt und bildet heute einen Trinkwasser-Teich. Bei hoher Flut sowie durch Stürme gelangt hin und wieder Salzwasser in den Teich und spült in diesem Zuge Krabben und kleine Fische aus dem Meer mit. Die Wasserstelle bildet den Lebensraum für Enten, Gänse, Reiher und eine Art der Regenpfeiferartigen, die in Nordamerika als Shorebird bekannt ist. Um den Teich herum befinden sich mehrere Hektar große Feuchtgebiete, in denen unter anderem Rohrkolben, Sauergrasgewächse und Schlickgräser sowie Zahnlilien, Arisaema und Hahnenfuß gedeihen.
Insgesamt stehen den Besuchern 1 mi (1,6 km) Wanderwege zur Verfügung.